# Ian Couture
Ian Couture est un chansonnier et auteur-compositeur québécois et chanteur country - folk. Il se produisait souvent, entre autres, à la boite à Marius de Montréal et à la grandeur du Québec . C'est un guitariste-chanteur-animateur. Il a sorti son album "bon debarras" en 2020, et l'album "roadtrip" en 2024. Il fut nommé comme découverte de l'année au gala country 2022.  

## Biographie
Ian Couture a grandi dans une famille de musiciens et de chanteurs. À partir de 6 ans il a suivi des cours d’orgue. À l’adolescence il a joué de la batterie et de la basse. Il a commencé à chanter à l’âge de 16 ans.

## Carrière
Pendant sa carrière musicale Ian a participé à plusieurs projets live ou studio, soit comme chanteur, choriste, guitariste ou bassiste, dans une multitude de styles musicaux. Ian est aussi auteur-compositeur et il a été finaliste et gagnant de plusieurs concours au Québec.